# Viburnum parvifolium
Viburnum parvifolium är en desmeknoppsväxtart som beskrevs av Bunzo Hayata. Viburnum parvifolium ingår i släktet olvonsläktet, och familjen desmeknoppsväxter. Inga underarter finns listade i Catalogue of Life.